# Ernst Hallier
Ernst Hallier (Amburgo, 15 novembre 1831 – Dachau, 19 dicembre 1904) è stato un botanico e micologo tedesco.

## Biografia
Da giovane si formò come giardiniere, poi studiò botanica presso le università di Berlino, Jena e Gottinga. Dal 1858 fu docente presso l'Istituto Farmaceutico di Jena, dove nel 1860 ottenne la sua abilitazione. Nel 1865 divenne professore associato, dimettendo la sua professione 19 anni dopo (1884).
Hallier affermò che molte malattie furono causate dai funghi compresa la colera, tifo e morbillo. Sostenne aver estratto i funghi dai suoi pazienti, ma altri scienziati hanno scoperto che questo era solo un caso di contaminazione esterna. Il suo lavoro fu in seguito criticato da Heinrich Anton de Bary. Nel 1869 fonda la rivista Zeitschrift für Parasitenkunde.

## Opere principali
Pubblicò le revisioni del Taschenbuch der deutschen und schweizerischen Flora di Wilhelm Daniel Joseph Koch e della "Synopsis florae germanicae et helveticae" (3ª edizione, 1890 ff.). Egli era anche responsabile di una revisione di Flora von Deutschland di Schlechtendal, Langethal & Schenk (5ª edizione, Gera 1880-88, 30 volumi). Di seguito sono alcuni dei suoi scritti botanici originali:
- Die Vegetation auf Helgoland, 1863.
- Darwin's Lehre und die Specification, 1865n.
- Die pflanzlichen Parasiten des menschlichen Körpers : Für Ärzte, Botaniker und Studirende zugleich als Anleitung in das Studium der niederen Organismen, 1866.
- Das Cholera-Contagium : Botanische Untersuchungen, Aerzten und Naturforschern mitgetheilt , 1867.
- Rechtfertigung gegen die Angriffe des Herrn Professor Dr. de Bary : Sendschreiben an deutsche und auswärtige Gelehrte, 1867.
- Parasitologische Untersuchungen : bezüglich auf die pflanzlichen Organismen bei Masern, Hungertyphus, Darmtyphus, Blattern, Kuhpocken, Schafpocken, Cholera nostras, etc. 1868.
- Reform der pilzforschung : Offenes sendschreiben an Herrn professor De Bary zu Strassburg, 1875.
- Schule der systematischen Botanik, 1878.
- Untersuchungen über Diatomeen insbesondere über ihre Bewegungen und ihre Vegetative Fortpflanzung, 1880.
- Die Pestkrankheiten (Infektionskrankheiten) der Kulturgewächse : Nach streng bakteriologischer Methode untersucht und in völliger Uebereinstimmung mit Robert Kochs Entdeckungen, 1898.[1]

Hallier fu un discepolo della filosofia di Jakob Friedrich Fries (1773-1843) e fu autore di diversi scritti filosofici:
- Die Weltanschauung des Naturforschers (Jena 1875).
- Naturwissenschaft, Religion und Erziehung (1875).
- Kulturgeschichte des 19. Jahrhunderts in ihren Beziehungen zu der Entwickelung der Naturwissenschaften (Stuttgart, 1889).
- Ästhetik der Natur (1890).